# عربستان سعودی و سلاح‌های کشتار جمعی

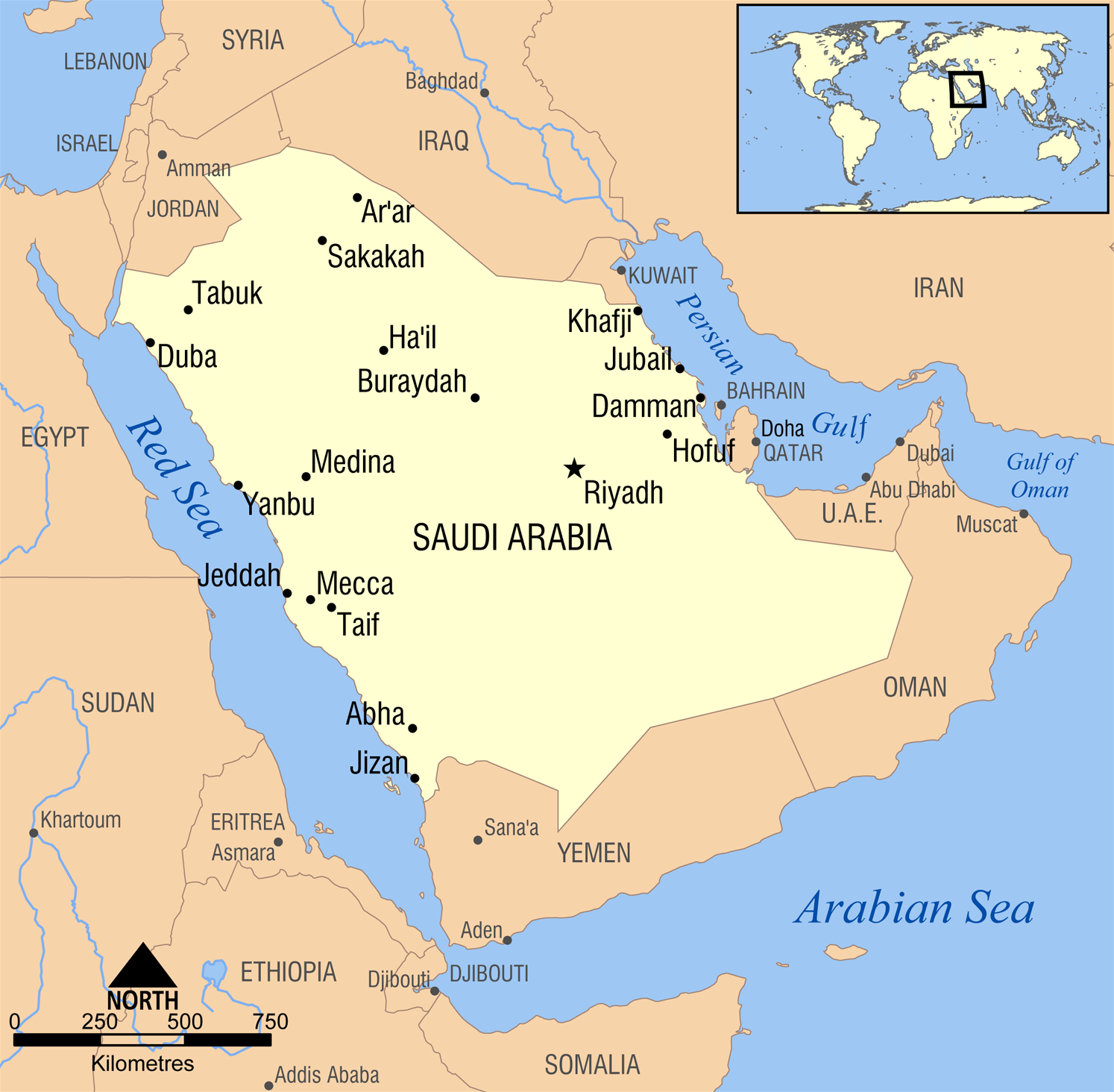

عربستان سعودی دارای سلاح‌های کشتار جمعی نیست. این کشور در سال ۱۹۷۲ معاهده عدم توسعه و نگهداری سلاح‌های بیولوژیکی و سمی را امضا کرده‌است.
این کشور در پی دست یابی به راکتورهای هسته ای برای تولید برق به میزان ۱۷ گیگا وات تا سال ۲۰۴۰ می‌باشد. همچنین، ادعا شده‌است که ریاض از جنگ‌افزار شیمیایی و بیولوژیکی در جنگ یمن استفاده کرده‌است.